# Santiago Solari
Santiago Hernán Solari Poggio (ur. 7 października 1976 w Rosario) – argentyński piłkarz grający na pozycji pomocnika, trener piłkarski.
Piłkarzami byli również jego ojciec Eduardo, stryj Jorge oraz bracia Esteban i David.
Ostatnim klubem w jego karierze zawodniczej był urugwajski Club Atlético Penarol. Wcześniej grał między innymi w Hiszpanii dla klubów z Madrytu - Atletico i Realu oraz we Włoszech dla Interu Mediolan. W 2008 roku grał dla zespołu San Lorenzo, następnie w Atlante.
Był trenerem Realu Madryt, zastępując zwolnionego 29 października 2018 Julena Lopeteguiego. Początkowo pełnił obowiązki trenera tymczasowego, a dwa tygodnie później podpisał z klubem kontrakt do 2021 roku. Wcześniej trenował zespół Real Madryt Castilla.
11 marca 2019 został zwolniony z posady trenera Realu Madryt.

## Statystyki

### Trener
Aktualne na 2 marca 2022.
| Zespół               | Od                   | Do                   | Statystyka | Statystyka | Statystyka | Statystyka | Statystyka |
| Zespół               | Od                   | Do                   | M          | W          | R          | P          | % W        |
| -------------------- | -------------------- | -------------------- | ---------- | ---------- | ---------- | ---------- | ---------- |
| Real Madryt Castilla | 19 lipca 2016        | 29 października 2018 | 86         | 32         | 29         | 25         | 37,21      |
| Real Madryt          | 30 października 2018 | 11 marca 2019        | 32         | 22         | 2          | 8          | 68,75      |
| Club América         | 29 grudnia 2020      | 2 marca 2022         | 50         | 26         | 12         | 12         | 52,00      |
| Łącznie              | Łącznie              | Łącznie              | 168        | 80         | 43         | 45         | 47,62      |

## Osiągnięcia

### Zawodnik
River Plate
- Mistrzostwo Argentyny: Apertura 1996, Clausura 1997, Apertura 1997

Real Madryt
- Mistrzostwo Hiszpanii: 2000/01, 2002/03
- Superpuchar Hiszpanii: 2001, 2003
- Liga Mistrzów UEFA: 2001/02
- Superpuchar Europy UEFA: 2002
- Puchar Interkontynentalny: 2002

Inter Mediolan
- Mistrzostwo Włoch: 2005/06, 2006/07, 2007/08
- Puchar Włoch: 2005/06
- Superpuchar Włoch: 2005, 2006

### Trener
Real Madryt
- Klubowe mistrzostwo świata: 2018